# Stenacris vitreipennis
Stenacris vitreipennis är en insektsart som först beskrevs av Karl J. Marschall 1836.  Stenacris vitreipennis ingår i släktet Stenacris och familjen gräshoppor. Inga underarter finns listade i Catalogue of Life.